# الاتفاقية الحدودية بين تشيلي وبوليفيا عام 1874
وُقعت الاتفاقية الحدودية لعام 1874 بين تشيلي وبوليفيا -والمعروفة أيضًا باسم اتفاقية سوكري- في السادس من أغسطس عام 1874 في مدينة سوكري عاصمة بوليفيا، ووقعها كل من وزير الخارجية البوليفي ماريانو بابتيستا والمفوض التشيلي كارلوس ووكر مارتينيز. سبقت هذه الاتفاقية اتفاقية عام 1866 الحدودية بين تشيلي وبوليفيا وأبقت على الحدود بين البلدين على الخط العرضي الجنوبي بدرجة 24 بين المحيط الهادئ والحدود الشرقية لتشيلي.
ألغت هذه الاتفاقية نظام جمع الضرائب الثنائي على الصادرات من المعادن المستخرجة بين الخطين العرضيين الجنوبيين 23 و 25، كما تعهدت بوليفيا بشكل واضح في المادة الرابعة من الاتفاقية بعدم زيادة الضرائب الموجودة مسبقًا على رأس المال والصناعات التشيلية لمدة 25 سنة.
من أجل تثبيت احتكارها لسوق نترات البوتاسيوم، حاولت بيرو منع توقيع الاتفاقية بشتى الوسائل دون جدوى. في فبراير من عام 1878، فرضت بوليفيا ضريبة جديدة على النترات وفي العام التالي اندلعت حرب المحيط الهادئ.
تعتبر اتفاقية عام 1874 في سبيل فهم أسباب الحرب، لأنها وضعت أساس الموقف القانوني الذي وجد بين البلدين عند اندلاع الحرب.

## محتوى الاتفاقي
في أغسطس عام 1874، استبدلت كل من بوليفيا وتشيلي بالاتفاقية القديمة التي وقعت عام 1866 اتفاقية جديدة أبقت على خط العرض الجنوبي الرابع والعشرين كخط حدودي رسمي لكنها أنهت منطقة الفائدة المشتركة التي حُددت في اتفاقية عام 1866 بين الخطين العرضيين الجنوبيين 23 و 25. إضافة إلى ذلك، تنازلت تشيلي عن حصتها من ضرائب الصادرات على المعادن المشحونة من بوليفيا، ووافقت بوليفيا على عدم رفع الضرائب على الاستثمارات التشيلية في بوليفيا لمدة 25 سنة.

تنص المادة الرابعة من الاتفاقية على ما يلي:
«لا يجب أن تتجاوز الضرائب المفروضة على التصدير، والتي قد تُجبى من المعادن المستخرجة من المنطقة المشار إليها في البنود السابقة تلك الضرائب المفروضة حاليًا، كما لا يجب إخضاع المواطنين والصناعة ورأس المال التشيلية إلى أي التزامات مالية كانت ما عدا الموجودة حاليًا. يجب أن تبقى هذه الشروط قائمة لمدة خمسة وعشرين عامًا»
واجهت اتفاقية عام 1874 معارضة واسعة في بوليفيا، إذ رفعت البيرو من توقعات البوليفيين بشكل لم يكن السلام بمفرده كافيًا لإرضائهم. تلقى مجلس الشعب هذه الاتفاقية بعدائية عنيفة. كانت هناك فترة وجدت الحكومة نفسها فيها عاجزة عن إيقاف تيار المعارضة، وخصوصًا بالإشارة إلى المادة الرابعة التي أذت السياسة المالية للبيرو، والتي هدفت إلى احتكار إنتاج النترات، ومن بين المجموعات المعترضة في المجلس كانت هناك محاولات هادفة إلى إيجاد طريقة لإلغاء المادة الرابعة من الاتفاقية.

### البروتوكول المكمل
في يونيو من عام 1875، أُضيف بروتوكول مكمل للاتفاقية الحدودية السابقة بهدف تعديل المادتين الثالثة والعاشرة وضم شرط تحكيمي.

## انتهاك الاتفاقية
في عام 1876، اشترت حكومة البيرو رخصة نترات البوتاسيوم في حقول «إل توكو» البوليفية من خلال وسيط وسيط هو هنري ميغز المسؤول عن بناء الخطوط الحديدية البيروفية، ولكن بمشاركة أنتوني غيبز وأبنائه، وهي الشركة التي كانت لتدين لبوليفيا لقاء هذه التراخيص. أدت هذه الاتفاقية «الجذابة» حسب وصف كوزير والمتعلقة بالملكية التجارية إلى العديد من النتائج طويلة الأمد. دُعيت هذه الاتفاقية أيضًا باسم «كاسو سكوير» في المحاكم التشيلية بعد الحرب.:116
في عام 1876، حث الرئيس بادرو غيبز على تأمين نجاح الاحتكار من خلال الحد من إنتاج شركة أنتوفاغاستا لأملاح النترات والسكك الحديدية (سي إس إف إيه)، وفي عام 1878 حذرت شركة أنتوني غيبز وأبنائه المجلس الحكومي من أنهم سوف يقعون في مشكلة مع «حكومة مجاورة» إذا أصروا على إغراق السوق بمنتجاتهم من النترات.:69
ذكر المؤرخ البوليفي كيريغازو جورج هيكس مدير شركة سي إس إف إيه التشيلية، والذي علم أن المزاود الأعلى للأملاك المصادرة لسي إس إف إيه في الرابع عشر من فبراير عام 1879 كان قنصل البيرو في أنتوفاغاستا.
بعد تنازلها عن المطالبة بملكية الأراضي المتنازع عليها مقابل تعهد بوليفيا بعدم زيادة الضرائب، كان رد تشيلي هو أن الاتفاقية لم تسمح بهذا الشكل من التهرب الضريبي. علقت بوليفيا الضريبة في أبريل من عام 1878. في نوفمبر أرسلت تشيلي وساطة وحذرت من أن رفض دازا إلغاء الضريبة قد يجبر تشيلي على إعلان بطلان اتفاقية عام 1874.
في ديسمبر من عام 1878، تحدت بوليفيا تشيلي معتمدة على تحالفها العسكري مع تشيلي، وقالت إن الضريبة لم تكن متعلقة بالاتفاقية، وإن مطالبات سي إس إف إيه يجب أن تخضع للنقاش في المحاكم البوليفية، وبالتالي أعادت فرض الضريبة. عندما رفضت الشركة دفع الضريبة، صادرت بوليفيا أملاكها في الحادي عشر من فبراير وهددت ببيعها في الرابع عشر من فبراير بهدف توفية الديون الضريبية. في الرابع عشر من فبراير عام 1879، احتلت القوات التشيلية أنتوفاغاستا.
حاولت البيرو -المرتبطة مع بوليفيا بتحالف سري- التوسط، لكن وفي الأول من مارس من عام 1879 أعلنت بوليفيا الحرب على تشيلي ودعت البيرو لتفعيل تحالفهما العسكري، في حين طلبت تشيلي من البيرو إعلان حياديتها. في الخامس من أبريل وبعد رفض ذلك من قبل البيرو، أعلنت تشيلي الحرب على كل من الدولتين. في اليوم التالي، استجابت البيرو من خلال الاعتراف بهذا التصرف سببًا لتفعيل التحالف العسكري.